# 達爾塔穆什村
達爾塔穆什村（波斯語：درتموش），是伊朗吉兰省阿姆拉什县中央區南阿姆拉什鄉的一个村。2006年人口普查顯示該村人口为6人，分佈在5个家庭中。